# Nossa Senhora do Bispo
A Freguesia de Nossa Senhora do Bispo é uma extinta freguesia portuguesa do Município de Montemor-o-Novo, freguesia que tinha 124,52 km² de área e 4 931 habitantes (2011), e, por isso, uma densidade populacional de 39,6 h/km².
A Freguesia de Nossa Senhora do Bispo foi extinta (agregada) pela reorganização administrativa de 2012/2013, tendo o seu território sido agregado ao das Freguesias de Nossa Senhora da Vila e de Silveiras para criar a União de Freguesias de Nossa Senhora da Vila, Nossa Senhora do Bispo e Silveiras.

## População
| População da freguesia de Nossa Senhora do Bispo | População da freguesia de Nossa Senhora do Bispo | População da freguesia de Nossa Senhora do Bispo | População da freguesia de Nossa Senhora do Bispo | População da freguesia de Nossa Senhora do Bispo | População da freguesia de Nossa Senhora do Bispo | População da freguesia de Nossa Senhora do Bispo | População da freguesia de Nossa Senhora do Bispo | População da freguesia de Nossa Senhora do Bispo | População da freguesia de Nossa Senhora do Bispo | População da freguesia de Nossa Senhora do Bispo | População da freguesia de Nossa Senhora do Bispo | População da freguesia de Nossa Senhora do Bispo | População da freguesia de Nossa Senhora do Bispo | População da freguesia de Nossa Senhora do Bispo |
| ------------------------------------------------ | ------------------------------------------------ | ------------------------------------------------ | ------------------------------------------------ | ------------------------------------------------ | ------------------------------------------------ | ------------------------------------------------ | ------------------------------------------------ | ------------------------------------------------ | ------------------------------------------------ | ------------------------------------------------ | ------------------------------------------------ | ------------------------------------------------ | ------------------------------------------------ | ------------------------------------------------ |
| 1864                                             | 1878                                             | 1890                                             | 1900                                             | 1911                                             | 1920                                             | 1930                                             | 1940                                             | 1950                                             | 1960                                             | 1970                                             | 1981                                             | 1991                                             | 2001                                             | 2011                                             |
| 2 739                                            | 2 890                                            | 3 050                                            | 3 314                                            | 4 148                                            | 4 483                                            | 5 036                                            | 6 153                                            | 6 249                                            | 6 761                                            | 5 440                                            | 6 226                                            | 4 994                                            | 5 411                                            | 4 931                                            |

No censo de 1864 figura Montemor-Matriz. Nos anos de 1878 a 1930 figura Montemor-o-Novo-Matriz. Pelo decreto-lei nº 27 424, de 31/12/1936, passou a designar-se Montemor-o-Novo-Matriz (Nossa Senhora do Bispo). Nos anos de 1911 a 1930 tinha anexadas as freguesias de S. Gens e S. Geraldo. Pelo decreto lei nº 27 424, de  31/12/1936, as freguesias de S. Gens e S. Geraldo foram extintas e incorporadas nesta freguesia. No entanto figuram ainda como freguesias distintas no censo de 1940.
Com lugares desta freguesia foram criadas, pela Lei nº 64/88, de 23 de Maio, a freguesia de Silveira e pela Lei nº 65/88, da mesma data, a freguesia de Foros de Vale de Figueira.

## Localidades
- Casa Mateus
- Cavaleiros
- Comenda da Igreja
- Fazendas do Cortiço
- Ferro da Agulha
- Foros da Resenta
- Foros do Cortiço
- Maia
- Monte Abadinho
- Monte Claro
- Monte da Cachola
- Monte da Chaminé
- Monte da Comenda Coelho
- Monte da Conceição
- Monte da Courela das 3 Portas
- Monte da Fonte de Torres
- Monte da Mó
- Monte da Parreira
- Monte da Repola
- Monte da Videira
- Monte da Vinha Estoril
- Monte das Varelas
- Monte de Santo André
- Monte de Vale Rã
- Monte do Cosmo
- Monte do Novo Fialha
- Monte do Novo Palreiras
- Monte do Paço
- Monte do Pombal
- Monte do Rabaçal
- Monte do Vidigalinho
- Monte Dorneis
- Monte dos Atalhos
- Monte dos Mestrinhos
- Monte Novo dos Atalhos
- Montemor-o-Novo
- Quinta da Bomba
- Quinta da Caldeira
- Quinta da Cruz Velha
- Quinta da Fonte Santa
- Quinta da Garciosa
- Quinta da Picadinha
- Quinta da Ponte de Lisboa
- Quinta das Oliveiras
- Quinta de Santo António
- Quinta do Gago
- Quinta do Maçarico
- Quinta do Olival de Vale Flores
- Quinta do Vale de Leite
- Quinta Dom Francisco
- Quinta dos Pretos
- Quinta Gião
- Quinta Padre Félix
- Reguengo de São Mateus
- Rosenta
- São Gens
- São Geraldo

## Património
- Menires da Pedra Longa
- Anta Grande da Comenda da Igreja ou Anta Grande da Herdade da Comenda
- Anta da Herdade das Comendas ou Anta da Comenda Grande
- Antas Grandes do Paço
- Anta da Velada (Comenda do Coelho)
- Lápide na parede fronteira à Casa da Câmara
- Lápide do chafariz de Montemor-o-Novo
- Igreja Paroquial de Santo Aleixo
- Ermida de Santo André do Outeiro ou Capela de Santo André
- Convento de São Domingos (Montemor-o-Novo) ou Convento de Santo António da Ordem de São Domingos
- Igreja e Cripta de São João de Deus
- Anta do Estanque
- Anta 2 da Comenda da Igreja ou Anta Pequena da Comenda da Igreja
- Anta da Chaminé